# Rovello Porro
Rovello Porro ist eine norditalienische Gemeinde (comune) in der Provinz Como in der Lombardei.

## Lage und Einwohner
Die Gemeinde liegt rund 25 Kilometer südsüdwestlich von der Provinzhauptstadt Como un 30 Kilometer nordnordwestlich von Mailand am Lura. Sie grenzt an die Provinzen Monza und Brianza und Varese. Die Gemeinde hat 6297 Einwohner (Stand 31. Dezember 2023).
Die Nachbargemeinden sind Cogliate (MB), Gerenzano (VA), Lomazzo, Misinto (MB), Rovellasca, Saronno (VA) und Turate.

## Verkehr
Der Bahnhof von Rovello Porro liegt an der Bahnstrecke Saronno–Como. Westlich des Gemeindegebiets verläuft in Nord-Süd-Richtung die Autostrada A9 von Lainate nach Como und weiter zur Schweizer Grenze.

## Sehenswürdigkeiten
- Pfarrkirche Santi Pietro e Paolo (1935)[2]
- Wallfahrtskirche Beata Vergine del Carmine (1925)[3]
- Villa Porro (17. Jahrhundert)[4]